# Алчагир
Алчагир (ок. 145?/1490-152?)— мангытский вождь, один из сыновей бия Ногайской орды Мусы.
После смерти своего дяди Ямгурчи стал «правителем улуса» (то есть вождём мангытов, которые составляли основу Орды). Бием всей орды при этом был его дядя Хасан. Хасан, видимо, не пользовался таким авторитетом среди знати, как его старшие братья Муса и Ямгурчи. Уже в 1505 году намечается раскол с Алчагиром, который желает вести свою политику и посылает послов в Литву. Летом 1507 года Алчагир не пропустил к Хасану и сыну Ямгурчи Алачу курьера с посланиями из Москвы. За Алчагиром и его братьями стояли мангытские улусы, а Хасан был избран советом кочевой знати, которая не горела желанием сражаться за своего избранника. В 1508 году Хасан предпринял последнюю попытку укрепить свою власть. Согласно традиции, он пригласил в ханы шибанида, чтобы стать при нём беклярбеком. Был приглашён Агалак, сын Махмудека. Вероятно, местная знать не пожелала подчиняться Агалаку. После 1508 года сведений ни о Агалаке, ни о Хасане нет.
После смерти Хасана в Орде началась напряженная муждоусобная война между двумя сыновьями Мусы от разных жён Алчагиром и Шейх-Мухаммедом. (Еще в 1503 г. они действуют вместе, приглашая хана Большой Орды Шейх-Ахмеда посетить ставку Мусы). Установить точно ранг Алчагира не представляется возможным, но русские источники считают его ханом Ногайской Орды, хотя в некоторых источниках он фигурирует как мирза. В 1508 г. посольства в Москву направляют одновременно Саид-Ахмет и Алчагир. Кочевья его были около Волги, а в своём послании он пишет, что отправляется для отражения вторжения казахов. Алчагир опирался на полученную ещё при хане Хасане власть правителя улуса, кроме того он господствовал в западной, поволжской части Орды, подчинялась ему и Башкирия.
В 1510 г. произошло военное столкновение сторонников Алчагира и Шейх-Мухаммеда. Причины его очевидно в желании каждого из соперников получить власть ногайского бия. В этих столкновениях видимо, вверх одержал Алчагир, сторонники Шейх-Мухаммеда были вытеснены на правый берег Волги.
В 1514 г. Астраханский хан Джанибек задумал разгромить находящегося поблизости Шейх-Мухаммеда. Мотивы для этого могли быть разные — от элементарного грабежа до устранения новых нежелательных соседей. Для этого он призвал на помощь Алчагира, а с ним сыновей Мусы, Саид-Ахмета и Мамая, а также сына Алчагира Кель-Мухаммеда. По неясной причине он не дождался ногайцев, а двинулся на Шейх-Мухаммеда с остатками большеордынских ханов «ахматовичами» Музаффаром и Хаджике. Поход был удачным, Шейх-Мухаммед едва спасся «сам двадцать» его имущество и улусы были захвачены. Ногайские же князья во главе с Алчагиром, прибыв под Астрахань были возмущены, видимо, тем, что они оказались без военной добычи. Алчагир требовал от Джанибека, чтобы тот ограбил в его пользу ордынских царевичей, но тот отказался и ногайцы вернулись на Яик.
Лишенный всего, Шейх-Мухаммед явился к Алчагиру с повинной. Но тот заточил его в тюрьму, что было совершенно не в традициях потомков Едигея, и вызвало возмущение мангытской знати. Мамай освободил Шейх-Мухаммеда и вывел его из города. Шейх-Мухаммед направился к своим недавним врагам сыновьям Ахмата и убедил их в необходимости традиционного союза — ордынский царевич провозглашается ханом Большой Орды, а он при нём беклярбеком. В итоге Хаджике был провозглашен ханом, но он начал свою деятельность с того, что арестовал и ограбил сыновей Музаффара, сам Музаффар скрылся от него в Астрахани.
Джанибек был обеспокоен появлением нового хана и призраком восстановления Большой Орды. В 1515 для совместной борьбы к нему прибыл Алчагир, но союз вновь не состоялся, так как Алчагир, по прежнему требовал добить и ограбить ордынского хана Мурзафарра, а Джанибек на это не пошел. В итоге, после небольшого столкновения с астраханцами, Алчагир вновь вернулся на Яик.
В 1516—1517 году состоялось новое сражение Алчагира с Шейх-Мухаммедом. На этот раз Алчагир был разбит и искал прибежища в Крыму у Мухаммед Гирея. С ним прибыло около 100 человек мангытской знати, которые были деморализованы и выражали полную покорность крымскому хану. Русский посол при хане отказал им в приеме. Мухаммед Гирей вознамерился помочь беженцам и послал на восток 30-тысячную армию калги Бахадур Гирея, который вернулся, получив ложные известия о союзе и соединении войск ногайцев, астраханцев и русских, на обратном пути ограбив южную Рязанщину.
Однако в это время в Крыму появились и посланцы от Шейх-Мухаммеда, которые тоже соглашались признать крымского хана старшим партнёром и для закрепления союза предлагали разгромить Астраханское ханство. Они также утверждали, что внутренний спор с Алчагиром можно решить мирным путём, и у них нет намерения истребления своих родственников — конкурентов. Но пока хан раздумывал над предложениями, Алчагир, испугавшись, бежал из Крыма.
Последующие страницы истории Ногайской Орды связаны с нашествием в 1519 г. казахов под командованием хана Касима. Казахи разгромили ослабленных междоусобицей ногайцев, многие из которых бежали на правый берег Волги и прибегли к защите крымского хана. Среди мангытской знати, появившейся в Крыму был и Алчагир.
Достоверных сведений о его дальнейшей судьбе нет. Скорее всего, он погиб в какой-нибудь из стычек с казахами. В башкирских легендах утверждается, что он погиб от руки некоего Акназара. Можно предположить, что это сын Касима Хак-Назар, но в это время он был ещё ребёнком.